# Badblocks

badblocks ابزار لینوکس برای چک کردن بد سکتور روی دیسک‌گردان است. این برنامه فهرستی از سکتورهای خراب تهیه می‌کند. این فهرست توسط بقیه برنامه‌ها مانند mkfs برای استفاده نشدن از آن سکتور در آینده و در نتیجه خراب نشدن داده، قابل استفاده است. این ابزار بخشی از پروژهٔ e2fsprogs هست و یک نسخه پورت‌شده برای سیستم‌عامل بی‌اس‌دی موجود است.
زمانی که badblocks را به تنهایی اجرا می‌کنید، درصورت وجود، فهرست بلاک‌های مشکل‌دار را تهیه می‌کند. مستقل از داده SMART این امکان برای چک کردن سالم بودن فایل سیستم و دیسک مناسب است.

## گزینهٔ "-c" دستور e2fsck
یکی دیگر از استفاده‌های ترکیبی و متداول به صورت استفاده از badblocks در بخشی از Fsck با عبور دادن آن از گزینه "-c" برای چک کردن بلاک‌های مشکل‌دار و جلوگیری از ذخیره شدن داده روی این بلاک‌ها هست. این کار از طریق اضافه کردن لیست بلاک‌های خراب پیدا شده به inode برای جلوگیری از تخصیص دادن سکتورهای دستکاری شده به یک پرونده یا پوشه صورت می‌گیرد. آخرین کار استفاده از متدهای فقط خواندنی "-c" یا خواندن و نوشتن بدون خراب‌کردن داده فعلی "-cc" است.

### dumpe2fs
اجرای کردن dumpe2fs -b لیست بلاک‌های خراب که توسط e2fsck یا tune2fs ثبت شده را نمایش می‌دهد.

## مثال‌های کاربردی
```
badblocks -nvs /dev/sdb
```

این دستور درایو "sdb" را در حالت non-destructive read-write چک می‌کند و پروسس را با نوشتن شماره بلاک‌هایی که چک می‌شوند نمایش می‌دهد.
```
badblocks -wvs /dev/sdb6
```

این دستور ششمین پارتیشن‌بندی درایو "sdb" را در حالت destructive read-write چک می‌کند. ((-w یعنی مود write)) این دستور ۴ الگوی مختلف روی کل پارتیشن می‌نویسد و به ازای هر کدام قابلیت خواندنش را چک می‌کند. فرایند اجرای دستور را با نوشتن شماره بلاک‌هایی که چک می‌شوند نمایش می‌دهد. (-s یعنی show و -v یعنی verbose) با این دستور تمام داده‌های رو پارتیشن در سطح بلاک بازنویسی می‌شود.
```
badblocks -wvsb 4096 /dev/sdb
```

این دستور هم عملکردی مشابه دستور بالا دارد با این تفاوت که روی کل درایو و با اندازه بلاک ۴۰۹۶ اجرا می‌شود. این دستور رکورد راه‌انداز اصلی و مشابه دستور قبل پارتیشن‌ها و داده‌ها را خراب می‌کند. دیسک‌های جدید احتمال دارد هیچ سکتور خرابی نمایش ندهند چون سکتورهای خراب را به آرامی به ترک‌های ذخیره نگاشت مجدد می‌دهند. اما اجرای دستور روی یک دیسک جدید برای چند روز کل سطح را چک می‌کند و زمانی که روبه جلو می‌خواند، داده S.M.A.R.T. سکتورهایی که مجدداً تخصیص داده شده را نمایش می‌دهد.
استفاده از گزینهٔ -w در واسط خط فرمان یک دستگاه شامل پاک کردن داده روی آن دستگاه توسط فایل‌سیستم کنونی می‌شود.